# استیو بارنز (بازیکن فوتبال)
استیو بارنز (انگلیسی: Steve Barnes؛ زادهٔ ۵ ژانویهٔ ۱۹۷۶) بازیکن فوتبال اهل بریتانیا است.
از باشگاه‌هایی که در آن بازی کرده‌است می‌توان به باشگاه فوتبال میدنهد یونایتد، باشگاه فوتبال چشام یونایتد، باشگاه فوتبال ولینگ یونایتد، باشگاه فوتبال هارو بورو، باشگاه فوتبال بیرمنگام سیتی، باشگاه فوتبال بارنت، باشگاه فوتبال برایتون اند هوو آلبیون، و باشگاه فوتبال سنت آلبنز سیتی اشاره کرد.